# اونده‌شوکر
اونده‌شوکر (به سوئدی: Undersåker) یک منطقهٔ مسکونی در سوئد است که در بخش آووره در شهرستان یمتلاند واقع شده‌است.
اونده‌شوکر ۰٫۸۱ کیلومتر مربع مساحت و ۴۳۸ نفر جمعیت دارد.